# Гімн Європи
Гімн Євро́пи (European Anthem) — «Ода до радості» — гімн Європейського союзу та Ради Європи, що вважається одним із символів Європи. Музика гімну являє собою тему фіналу  Дев'ятої симфонії Людвіга ван Бетховена, що подано в інструментальному викладенні в тональності сі-бемоль мажор. В оригінальній версії Л. ван Бетховена ця тема звучить у тональності ля-мажор. Музику Бетховен створив на вірші «Оди до радості» Фрідріха Шиллера, які було написано майже на сорок років раніше. Хоча музику написано на конкретні вірші, Рада Європи затвердила гімн без слів, аби не підносити якоїсь із європейських мов над іншими, бо це б суперечило ідеї єдності та рівнозначності народів Європи.

## Історія

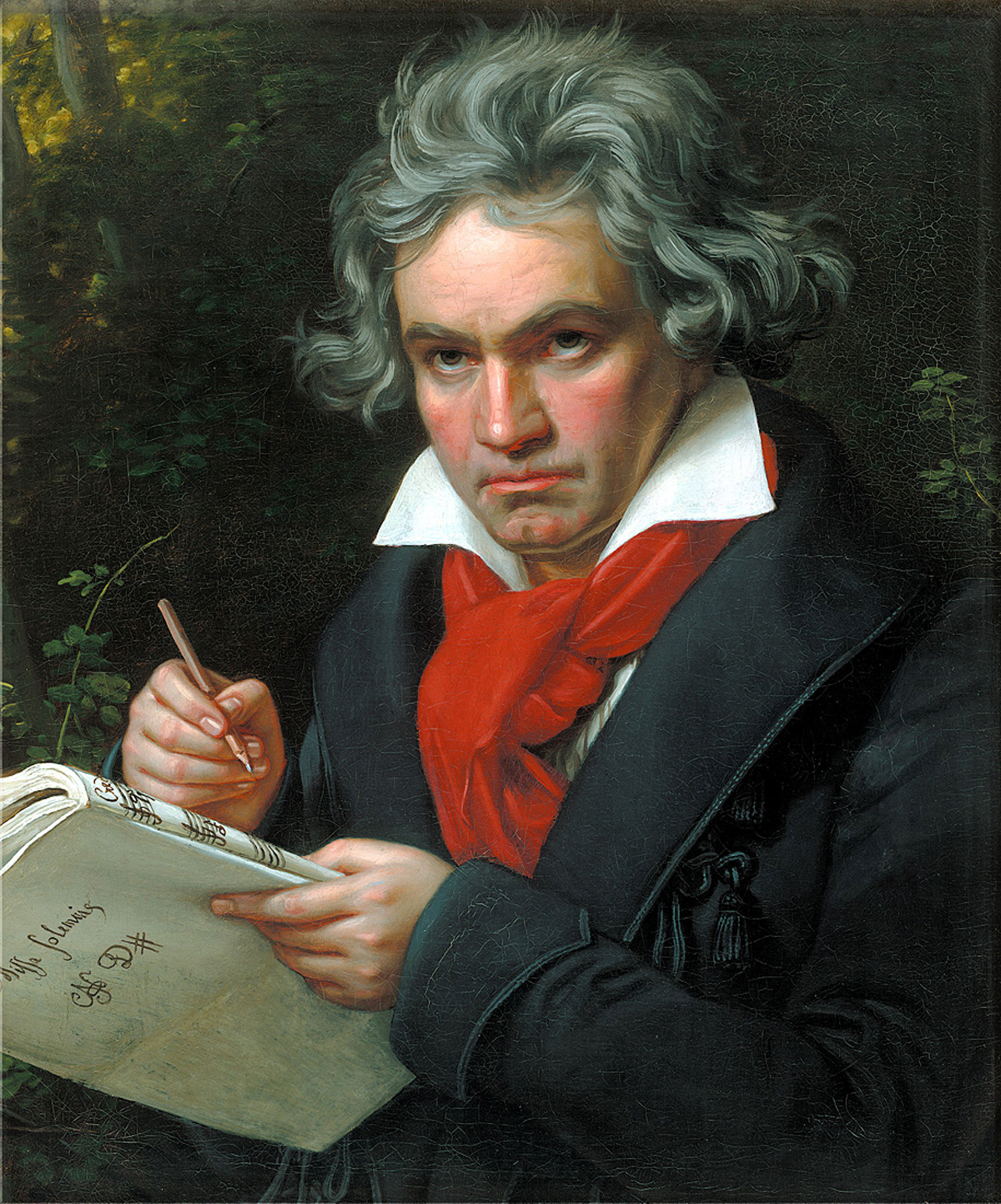
Композитор Людвіг ван Бетховен

Офіційно Гімн Європи ухвалила 1972 року Ради Європи (вона також розробила Європейський прапор). Інструментування здійснив видатний диригент Герберт фон Караян, зробивши три версії — для фортепіано соло, духового оркестру і симфонічного оркестру. Цей гімн виражає ідеали свободи, миру та солідарності, які обстоює Об'єднана Європа.
У 1985 році «Оду до радості» схвалили Рада ЄС, а також глави держав і урядів як офіційний Гімн Європейського Союзу. Вона не покликана замінити національні гімни держав-членів Євросоюзу, але покликана символізувати спільність цінностей, які ці держави розділяють, їхню єдність у різноманітті.
2004 року Петер Роланд, професор Академії Європи (Відень), запропонував власний альтернативний латинський текст Гімну Європи (на музику Бетховена), передавши його тогочасному голові Єврокомісії Романо Проді. Попри те, що ці слова, як і жодні інші, не було затверджено як офіційні, вони набули популярності й час від часу виконуються різними колективами Європи.

## Слова
Текст Гімну Європи Петера Роланда: 
Est Europa nunc unita

Et unita maneat,

Una in diversitate

Pacem mundi augeat.

Semper regnant in Europa

Fides et iustitia

Et libertas populorum

In majore patria.

Cives, floreat Europa,

Opus magnum vocat vos.

Stellae signa sunt in caelo

Aureae, quae iungant nos.
Гімн Європи «Ода до радості»
(переклад українською мовою: Михайло Роль, лауреат Міжнародної літературно-мистецької премії імені Миколи Сингаївського)
Радість світла, іскра Божа
              
Осява дорогу нам.
                
Відтепер усі ми можем
                 
Увійти в Едемський храм.
                                       
Нас єднає Духу сила,
                  
Омофором з висоти.
                  
Де вона розправить крила,
                   
Там всі люди – це брати.
                  
Обіймітеся, мільйони!
                                   
Хай увесь радіє світ!
                                      
Хай хранить в святому лоні,
                                    
Любить Бог наш славний рід.
                                          
Всі, хто відданий родині,
                   
Хто для друга - справжній друг,
                  
Під шатром зоряно-синім 
                  
Увілліться в братній круг!
                   
Всім, хто має честь і волю,
                   
Щирий поклик до добра,
                  
Йде на герць за кращу долю,
 
Спільно діяти пора!

Українська версія в перекладі Василя Білоцерківського:
Вже Європа об'єдналась

І у єдності живе,

В розмаїтті згуртувалась

І до миру світ зове.

Хай завжди в Європі будуть

Віра й справедливість лиш,

Хай свобода всьому люду

Сяє тут найяскравіш!

Громадяни, розквітає

Хай Європа повсякчас!

В небі райдуга єднає

Золотом зірок всіх нас.

Український переклад Миколи Лукаша
Радість, гарна іскро Божа!

Несказанно любо нам:

Увійти, царице гожа,

В твій пресвітлий дивний храм.

Все, що строго ділить мода,

В'яжеш ти одним вузлом,

Розквітає братня згода:

Під твоїм благим крилом.

Хор:
Обнімітеся, мільйони,

Поцілуйтесь, мов брати!

Вічний Отче дай нам згоди,

Ласки дай і охорони!

Кого доля ощастила:

Тим, що другові він друг,

Кого любить Лада мила, —

Йдіть до нас в веселий круг.

Йдіть усі, хто зве своєю:

В світі душу хоч одну!

Хто ж весь вік черствів душею —

Йди у іншу сторону.

Хор:
Хто живе в земній юдолі,

Всяк симпатії скорись!

Нас веде вона у вись,

Де Всесильний на престолі.

Радість п'ють усі істоти:

З груді матері-землі,

Ті солодкії щедроти:

Мають всі — і добрі, й злі.

Радість нас вином сп'яняє:

І цілунком огневим;

І черв'як утіху знає,

І небесний херувим.

Хор:
Поклонітесь, мільйони,

Перед мудрістю Творця!

Сповніть милістю серця:

І чиніть його закони.

Радість — всесвіту пружина,

Радість — творчости душа,

Дивна космосу машина:

Нею живиться й руша.

Радість квіти розвиває:

І розгін дає сонцям,

Їх в простори пориває,

Не відомі мудрецям.

Хор:
Як у безмірі світила:

Хором райдужним пливуть,

Браття, йдіть у славну путь,

Що нам радість освятила.

Вчених з істини свічада:

Радість успіхом віта,

До чеснот провадить радо,

Хоч тропа до них крута;

На ясній вершині віри:

Піднімає хоругов,

В день воскресний на псалтирі:

Славить тих, хто смерть зборов.

Хор:
Будьте мужні, мільйони!

Вірте, страдні, в кращий світ!

Тих, що справдять заповіт,

Прийме Бог у вічне лоно.

Божество не наградиме, —

От би нам зрівняться з ним!

Хай радіють із радими:

Горе й злидні в крузі цім!

Не відомста, не погрози —

Всепрощення ворогам!

Хай не ллють у скрусі сльози,

Не гризуться каяттям.

Хор:
Знищим книги борговії!

Помирімося усі!

Браття! Бог на небесі:

Не забуде благодії.

Радість в келихах шумує,

Плин іскристий виграє,

Канібалів лють гамує,

Кволим духу додає.

В день веселля а чи тризни,

Коли ходить круговий,

Хай до неба піна бризне,

Дух прославимо благий!

Хор:
Все хвалу йому співає —

Хай гримить псалом гучний!

Дух прославимо благий,

Що над зорями витає!

Будь твердим в лиху годину,

Поміч скривдженим давай,

Всюди правду знай єдину,

Зроду клятви не ламай,

Не знижайсь перед потужним,

Коли треба — важ життям!

Шана й слава чесним, мужнім,

Згуба підлим брехунам!

Хор:
Станьмо дружною сім'єю,

Жити правдою й добром:

Присягнімо цим вином:

Перед вишнім Судією!

Версія Віктора Гребенюка, літературного редактора інформаційно-видавничого центру Волинської єпархії Православної Церкви України, учасника Спілки християнських письменників на основі перекладу Миколи Лукаша:
Воле, гарна Іскро Божа!

Несказанно любо нам

Увійти, Царице гожа,

В Твій пресвітлий вишній храм.

Всі, поділені ще зроду,

Сядем за одним столом.

Розквітає братня згода

Під Твоїм благим крилом.

Обнімітеся, мільйони,

Поцілуйтесь, мов брати!

Вічний Отче над світи,

Ласки дай і охорóни!

Воля – всесвіту пружина,

Воля – творчости душа,

Дивна космосу машина

Нею живиться й руша.

Воля квіти розвиває

І розгін дає сонцям,

Їх в простори пориває,

Не відомі мудрецям.

Будьте мужніми, мільйони!

Вірте, люди, в кращий світ!

Тих, що справдять Заповіт,

Прийме Бог у вічне лоно.

Волю п’ють усі істоти

З груді матери-землі,

Ті солодкії щедроти

Мають всі – і добрі, й злі.

Воля нас усіх сповняє,

Мов цілунком огневим;

І земний утіху знає,

І небесний херувим.

Поклонітеся, мільйони,

Перед мудрістю Творця!

Сповніть милістю серця

І чиніть Його закони.